# Teología Ubuntu

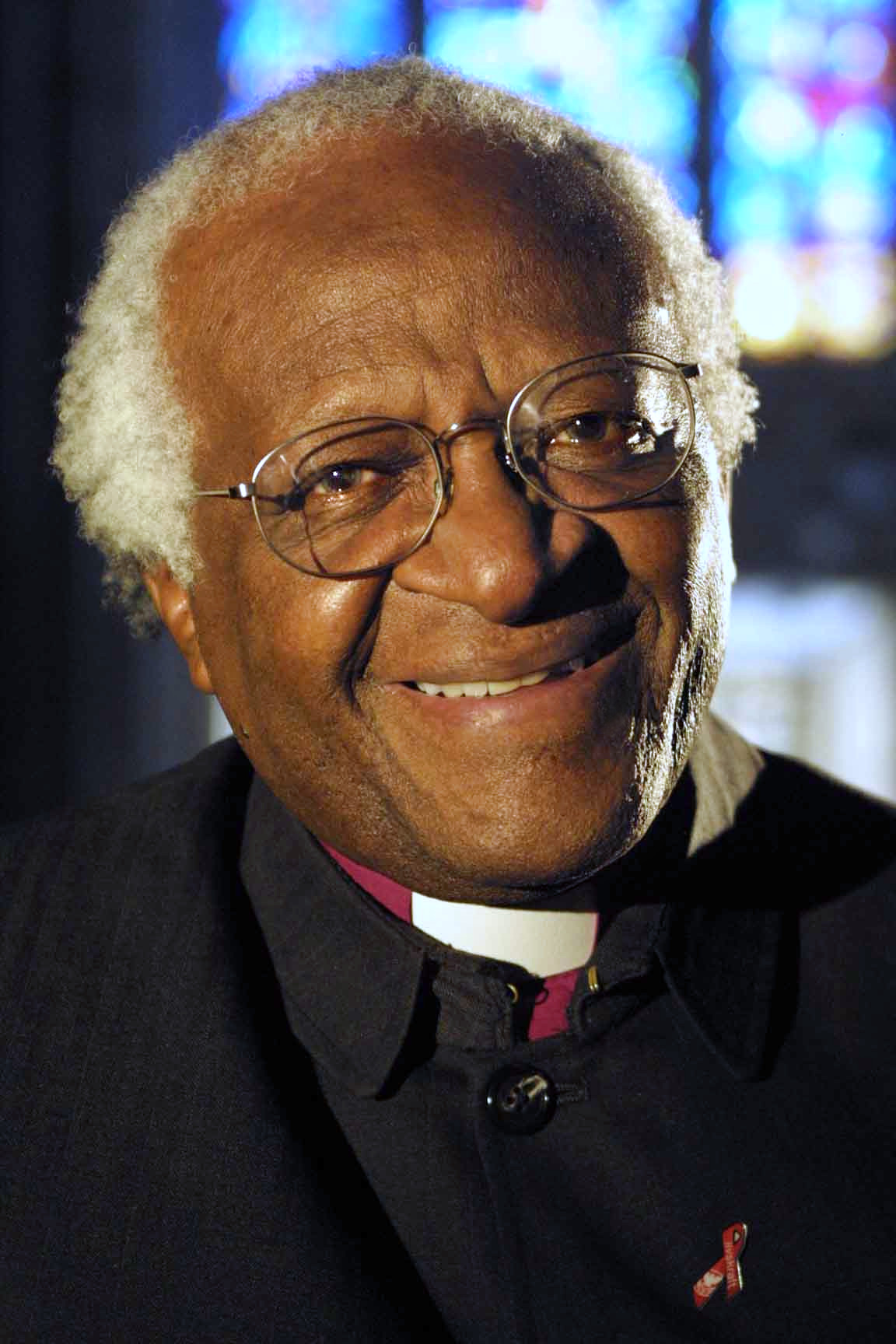
Desmond Tutu

La teología Ubuntu es la percepción cristiana del obispo anglicano sudafricano Desmond Tutu de la filosofía africana Ubuntu, que reconoce la humanidad de una persona a través de su relación con otras personas. Partiendo de su fe cristiana, Tutu teologiza Ubuntu mediante un modelo de perdón en el que la dignidad y la identidad humanas se extraen de la imagen de Dios como trino (Santísima Trinidad). Los seres humanos están llamados a ser personas porque son creados a imagen de Dios.

## Antecedentes
La idea de Ubuntu siempre ha existido en las culturas orales del sur de África, pero parece haber tres desarrollos significativos en su aplicación que lo han llevado al mundo en general. El primer desarrollo se remonta a la aparición del concepto impreso alrededor de 1846, cuando el concepto fue adoptado como un término poscolonial utilizado en referencia al retorno de la dignidad africana después de la deshumanización por la colonización. Se convirtió, entonces, en un concepto para reafirmar el sentido de pertenencia de los africanos del sur a diferencia de las definiciones coloniales y su deshumanizaciones.
Aunque el término Ubuntu había existido durante mucho tiempo en el contexto de Zimbabue, una segunda fase de su desarrollo se puede discernir en la década de 1990, cuando el término ganó prominencia en medio de la transición de Sudáfrica desde el régimen del apartheid a una democracia más sólida que incluía a todas las razas. Siphamandla Zondi declara que el dicho "Yo soy porque tú eres" se convirtió en la doctrina de Ubuntu que cambió el panorama político de Sudáfrica desde el humanismo colonial de razas segregadas a uno descolonizado basado en la restauración del verdadero humanismo.
Una tercera fase fue específicamente teológica: fue el movimiento Ubuntu, que parte de una filosofía africana basada en los valores africanos de comunidad y parentesco, para llegar a los valores cristianos y la identidad con el Dios creador. Este movimiento fue promovido significativamente por Desmond Tutu y otros teólogos sudafricanos en el contexto de la recuperación sudafricana tras el dolor y la ruptura que supuso el apartheid. Estos teólogos incluyeron Ubuntu en los ideales cristianos de perdón y reconciliación como dones de Dios, claves para la coexistencia comunitaria pacífica.
Tutu, como presidente de la Comisión para la Verdad y Reconciliación de Sudáfrica entre 1996 y 1998, y actuando desde las premisas de la fe, teologiza el concepto de Ubuntu, yendo más allá de la comunidad y anclarlo en Dios, a través de la categoría bíblica del imago Dei. Tutu ve todos los reinos de la vida en relación con Dios y toda la humanidad creada a imagen de Dios, lo cual conduciría a afirmar la dignidad de los demás.

## Descripción

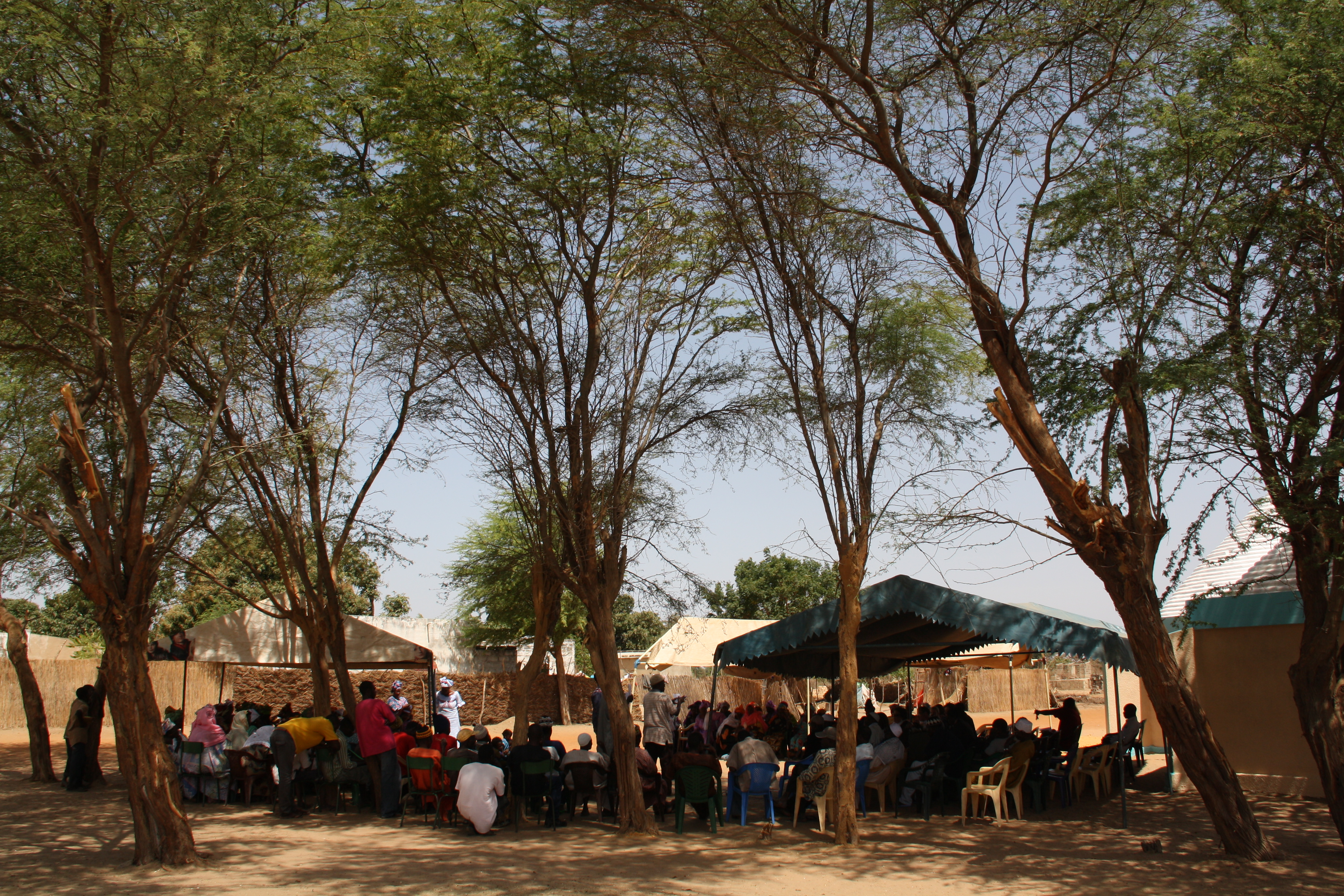
Comunidad en una aldea africana

Desmond Tutu usa palabras descriptivas para hablar sobre Ubuntu que lo vincula íntimamente con los principios cristianos de bondad. Describe a la persona fiel a Ubuntu como alguien que es "generosa, hospitalaria, amigable, cariñosa y compasiva". Lo dice como un estado en el que la "humanidad está atrapada e inextricablemente ligada" a los demás. Tutu dice de Ubuntu "Soy humano porque pertenezco, participo, comparto". De esta forma, el uso de Ubuntu por parte de Tutu es un concepto "Yo soy porque somos" que alienta a la persona a asumir las responsabilidades del bien común y hace que uno encuentre el bien solo en él.
La teología Ubuntu está profundamente arraigada en la espiritualidad africana, una espiritualidad que es fundamental para la vida y transforma todas las relaciones humanas. Como afirma Suzanne Membe-Metale, Ubuntu es una espiritualidad que permite el intercambio mutuo y la satisfacción, y se ilustra en el relato bíblico de los discípulos que comparten todo lo que tenían el uno con el otro para que nadie careciera de nada (Hechos 4 : 32-35).
La teología Ubuntu afirma la interacción y la relación entre las personas en la cual la humanidad de todos es reconocida y reafirmada. Es la filosofía de la reconciliación y el perdón que expresa "respeto por la dignidad de una persona, independientemente de lo que esa persona haya hecho". En esta teología e ideología, Tutu busca la justicia restaurativa frente a la justicia retributiva para dar la oportunidad de sanar tanto a los oprimidos como al opresor como hijos de Dios.

## Bases teológicas
La teología Ubuntu se basa en el valor inherente para los individuos y sus relaciones dentro de las comunidades, mezclando así la cultura africana y la enseñanza bíblica. Faustin Ntamushobora sostiene que este sentido de comunidad está respaldado por la explicación de Pablo en I Corintios 12 : 12–31, en la cual el apóstol discute la unidad en la diversidad.
Ubuntu promueve la idea de que las personas son verdaderamente humanas solo en comunidades en la plena expresión de la koinonia y encuentra la mejor manifestación de esto en la Iglesia, que es el espacio en el que la vida en relación con Dios y con el prójimo se nutre con devoción y compañerismo.
Ubuntu reconoce la humanidad de todos como criaturas a imagen de Dios, convirtiendo así al imago Dei en la esencia de la identidad de la humanidad. Los fundamentos imago Dei de Ubuntu determinan la humanidad y niegan a cualquier persona o cualquier institución el derecho de decidir la superioridad o inferioridad de la otra.

## Crítica
Michael Battle ha argumentado que la teología Ubuntu se basa demasiado en la defensa de la persona de Desmond Tutu y la sociedad sudafricana. Esto se debe a que la influencia de Tutu como líder espiritual y presidente de la Comisión para la Verdad y la Reconciliación en Sudáfrica le dio poder para presentar y perseguir una ideología que hablaba en bien de todas las razas blancas y negras.
Molly Manyonganise sostiene que, como se desarrolló originalmente, la teología de Ubuntu no incluye el género. Como ideología que está ganando una amplia aceptación africana, los teólogos han expresado su preocupación por la falta de inclusión de género en el discurso de Ubuntu, especialmente en las sociedades patriarcales de África, donde la identidad de una persona está determinada por el hombre.
John W. de Gruchy ha declarado que la teología Ubuntu es principalmente eclesiocéntrica, ya que la iglesia es vista como el único lugar donde cultivar y hacer florecer las relaciones comunales. En esta punto se aprecia que Ubuntu no integra suficientemente la totalidad y diversidad de la creación.
Además, la teología Ubuntu habla específicamente de la reconciliación multirracial del desafío sudafricano. De esta manera, es una teología puramente contextual. Si bien la justicia restaurativa puede funcionar dentro del contexto sudafricano, existe la preocupación de si la justicia se logra aunque los problemas no se discutan adecuadamente.